# Dnepr-Buh flodmundingen
Dnepr-Buh flodmundingen (eller Dnepr-Bug æstuarium, Dnepr-Bug deltaet; (ukrainsk: Дніпровсько-Бузький лиман, tr. Dniprovsko-Buzkij liman) er et åbent delta eller en lagune, der består af to floder Dnepr og Sydlige Buh. Flodmundingen er beliggende på den nordlige kyst af Sortehavet i Kherson og Mykolaiv oblast i Ukraine og er adskilt fra havet af Kinburn landtangen og Kap Otjakiv. Den vigtigste havn i flodmundingen er Otjakiv, der er en gammel fæstning anlagt i 1400-tallet som genovesisk koloni.
Dnepr-Buh flodmunding blev dannet ved som følge af geologisk aktivitet området, der nedbrød inddæmningen af Sortehavet omkring 7. årtusinde fvt.. Vandet brød igennem Bosporusstrædet, som førte til oversvømmelse af store områder, og Sortehavet trængte ind i den nederste af Dnepr og Sydlige Buh.
Foldmundingen er forbundet med Sortehavet af et 4,6 km bredt stræde. De sydlige kyster er lave, sandede; de nordlige hovedsageligt høje (op til 20-35 m) bestående af ler og sand sten, kun få steder findes kalkstensklinter. Bunden i flodmundingen består af sand, der er dækket ler- og sandblandet silt.
Vandområdet omfatter to dele: den brede Dnepr flodmunding (55 km lang og op til 7,4 til 16,7 km bred) og den smalle Buh flodmunding (47 km lang og fra 5 til 11 km bred). Den dybden i flodmundingen er ca. 5 m, maksimalt 12 m.
Omkring 25-30% af vandet i Dnepr og Sydlige Buh bliver brugt til kunstvanding og vandforsyning til industrien, hvilket har resulteret i en stigning af saltindholdet i flodmundingen. Som en konsekvens er levevilkårene forværrede for gydende fisk, i særdeleshed brisling, og visse arter af planteplankton og dyreplankton.
For at forbedre det marine miljø i flodmundingen lukkes vand ud fra Kakhovka Reservoir, ligesom renset spildevand tilføres i deltaet.
Flodmundingen har kommerciel betydning for transport og fiskeri, samt rekreativ betydning. En del af flodmundingen indgår i Biosfærereservat Sortehavet.
På højre bred af Buh, tæt på udmundingen ligger ruinerne af oldtidsbyen Olbia, der var en græsk koloni anlagt omkring 700 f.Kr..